# Volgsjön, Ångermanland
Volgsjön är en sjö i Bjurholms kommun i Ångermanland och ingår i Lögdeälvens huvudavrinningsområde. Sjön har en area på 0,167 kvadratkilometer och ligger 301 meter över havet. Volgsjön ligger i Lögdeälven Natura 2000-område.

## Delavrinningsområde
Volgsjön ingår i det delavrinningsområde (709994-163788) som SMHI kallar för Utloppet av Volgsjön. Medelhöjden är 335 meter över havet och ytan är 2,73 kvadratkilometer. Det finns inga avrinningsområden uppströms utan avrinningsområdet är högsta punkten. Vattendraget som avvattnar avrinningsområdet har biflödesordning 3, vilket innebär att vattnet flödar genom totalt 3 vattendrag innan det når havet efter 105 kilometer. Avrinningsområdet består mestadels av skog (90 procent). Avrinningsområdet har 0,17 kvadratkilometer vattenytor vilket ger det en sjöprocent på 6,2 procent.